# Araneus bargusinus
Araneus bargusinus là một loài nhện trong họ Araneidae.
Loài này thuộc chi Araneus. Araneus bargusinus được miêu tả năm 1981 bởi Bakhvalov.